# Prezidentské volby v Kazachstánu 2019
V neděli 9. června 2019 se konaly volby prezidenta Kazachstánu, ke kterým vedlo odstoupení dosavadního prezidenta Nursultana Nazarbajeva, který vedl zemi od roku 1989. Jako vítěz vzešel z pečlivě kontrolovaného procesu úřadující prezident Kasym-Žomart Kemeluly Tokajev, kterého si vybral Nazarbajev jako nástupce. Podle předběžných výsledků získal kolem 70 procent hlasů.

## Kontrolovaný proces
Volební proces byl v zemi pečlivě kontrolovaný vládou. Kandidovat bylo umožněno kromě Tokajeva šesti málo známým lidem bez větších nadějí na úspěch a nekonala se kampaň obvyklá v demokratických zemích – nebyla skoro žádná. V den voleb bylo v hlavním městě nasazeno velké množství policistů a internetové připojení ve velkých městech bylo neobyčejně pomalé. Neumožňovalo tedy videopřenosy z demonstrací.
Během voleb se konaly demonstrace, lidé na nich měli modré balónky jako výraz solidarity se zakázanou stranou Demokratická volba Kazachstánu. Její lídr Muchtar Abljazov vyzval z francouzského exilu k protestům a označil volby za zmanipulované. Opoziční Akežan Kažegeldin, bývalý premiér žijící v londýnském exilu, označil volby za řízené.
Největších protestů za poslední tři roky se účastnily v hlavním městě tisíce lidí a minimálně 500 z nich bylo pozatýkáno. Někteří byli spěšně odvedeni do armády. Ministr vnitra Marat Kožajev označil demonstranty za „radikální živly usilující o destabilizaci společnosti“. Krátce byli zadrženi i dva reportéři Rádia Svoboda a dalších sedm nedostalo akreditaci.
Na volby dohlíželo asi tisíc pozorovatelů z přibližně 40 zemí a cca 10 organizací, z toho asi 400 bylo Rusů. Akreditovalo se 230, dosud nejvíce zahraničních novinářů.

## Výsledek
Podle některých analytiků je pokračování režimu v podobě vítězství kandidáta loajálního k předešlému prezidentovi důležité pro udržení stability. Pozitivní je zejména pro Rusko, Čínu a zahraniční investory.